# Олександропіль (Нікопольський район)
Олександро́піль (в минулому — Нейгохштет, Шишкове) — село в Україні, у Нікопольському районі Дніпропетровської області. Входить до складу Першотравневської сільської громади.
Колишній орган місцевого самоврядування — Шевченківська сільська рада. Населення — 204 мешканця.

## Географія
Село Олександропіль знаходиться за 3,5 км від лівого берега річки Базавлук, за 2 км від села Максимівка. По селу протікає пересихаючий струмок з загатою.

## Історія
Станом на 1886 рік у німецькій колонії Нейгохштет Миколайтальської волості Катеринославського повіту Катеринославської губернії мешкало 290 осіб, налічувалось 85 дворових господарств, існували школа й лавка.
7 (20) листопада 1917 року, відповідно до Третього Універсалу Української Центральної Ради, увійшло до складу Української Народної Республіки.  
12 червня 2020 року, відповідно до розпорядження Кабінету Міністрів України № 709-р від «Про визначення адміністративних центрів та затвердження територій територіальних громад Дніпропетровської області», увійшло до складу Першотравневської сільської громади.
19 липня 2020 року, в результаті адміністративно-територіальної реформи і ліквідації Нікопольського району(1923—2020), село увійшло до складу новоутвореного Нікопольського району.

## Населення

### Мова
Розподіл населення за рідною мовою за даними перепису 2001 року:
| Мова       | Кількість | Відсоток |
| ---------- | --------- | -------- |
| українська | 189       | 92.65%   |
| російська  | 15        | 7.35%    |
| Усього     | 204       | 100%     |